# Arragonia kautzi
Arragonia kautzi is een vlinder uit de familie dominomotten (Autostichidae). De wetenschappelijke naam is voor het eerst geldig gepubliceerd in 1928 door Rebel.
Deze vlinder komt voor in Europa.